# Monts Tiburtins
Ne doit pas être confondu avec Monti Tiburtini (métro de Rome).

Les monts Tiburtins sont un massif montagneux italien faisant partie de la chaîne des Apennins à l'est de Rome. Ils sont séparés des monts Lucrétiliens au nord par la rivière Aniene, des monts Prénestiens au sud par le fossé d'Empiglione et des monts Ruffiens à l'est par la rivière Giovenzano (également appelée Fiumicino). Ils couvrent les communes de Tivoli, Castel Madama, Vicovaro et Sambuci, dans la ville métropolitaine de Rome Capitale.

## Liste des principaux sommets
- Colle Cerrito Piano, 795 m
- Monte Arcese, 522 m
- Monte Sant'Angelo, 590 m
- Monte Sterparo (ou Colle Sterparo), 566 m
- Colle Lecinone, 612 m
- Colle Lucco, 590 m
- Colle Ripoli, 510 m
- Monte Catillo, 348 m

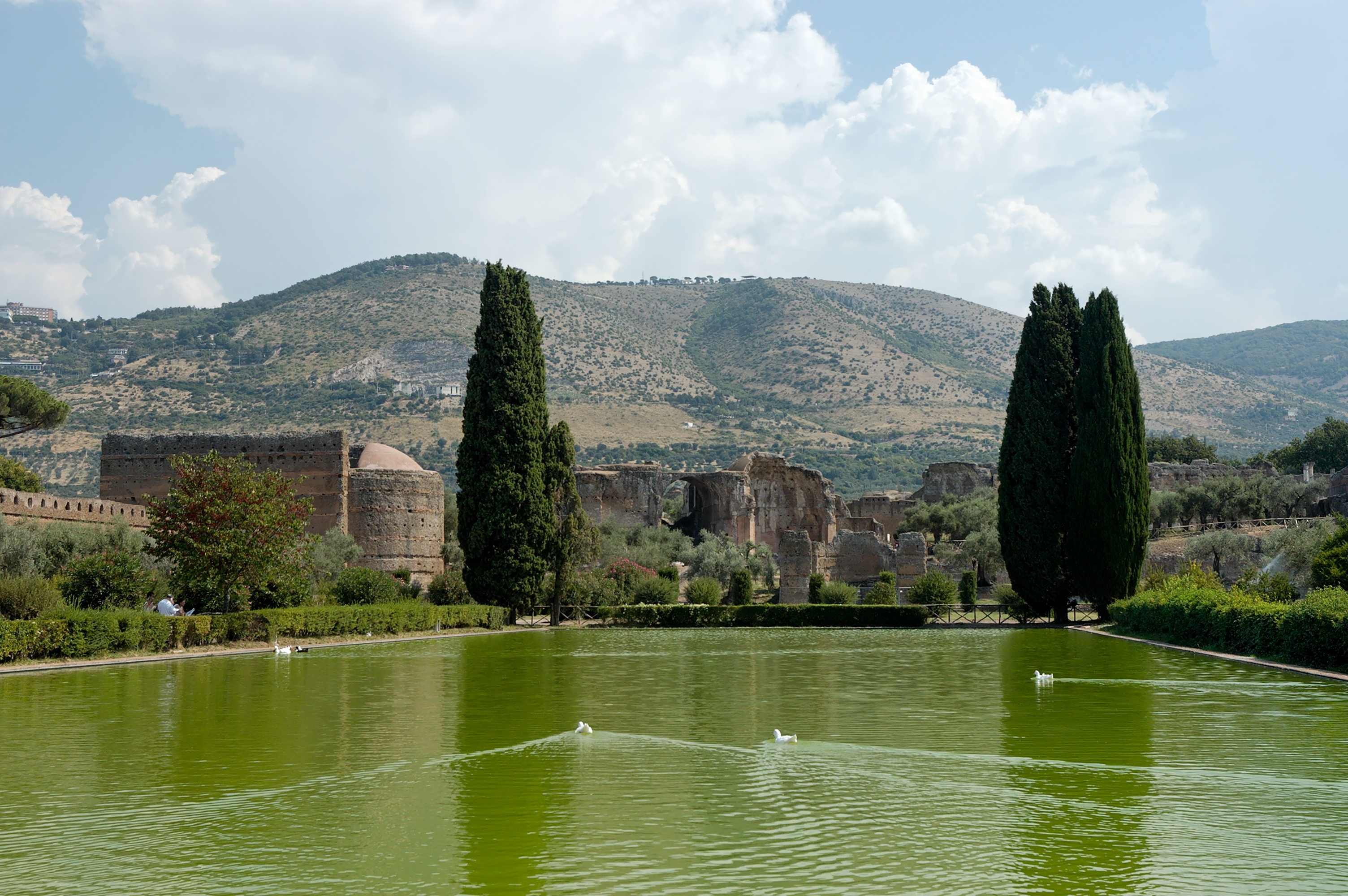
Vue d'une partie des monts Tiburtins depuis la villa Adriana.
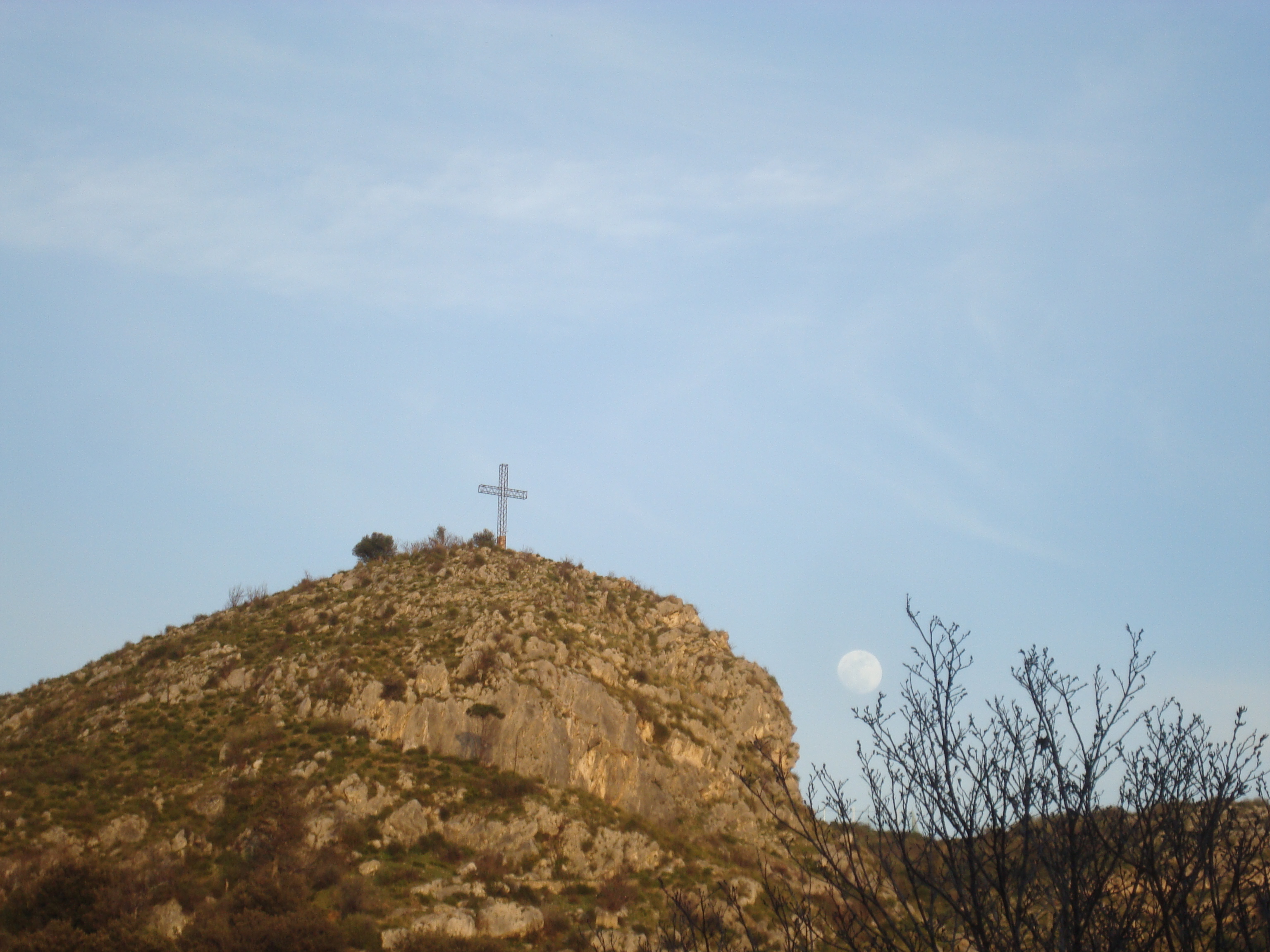
Le mont Catillo vu depuis Tivoli
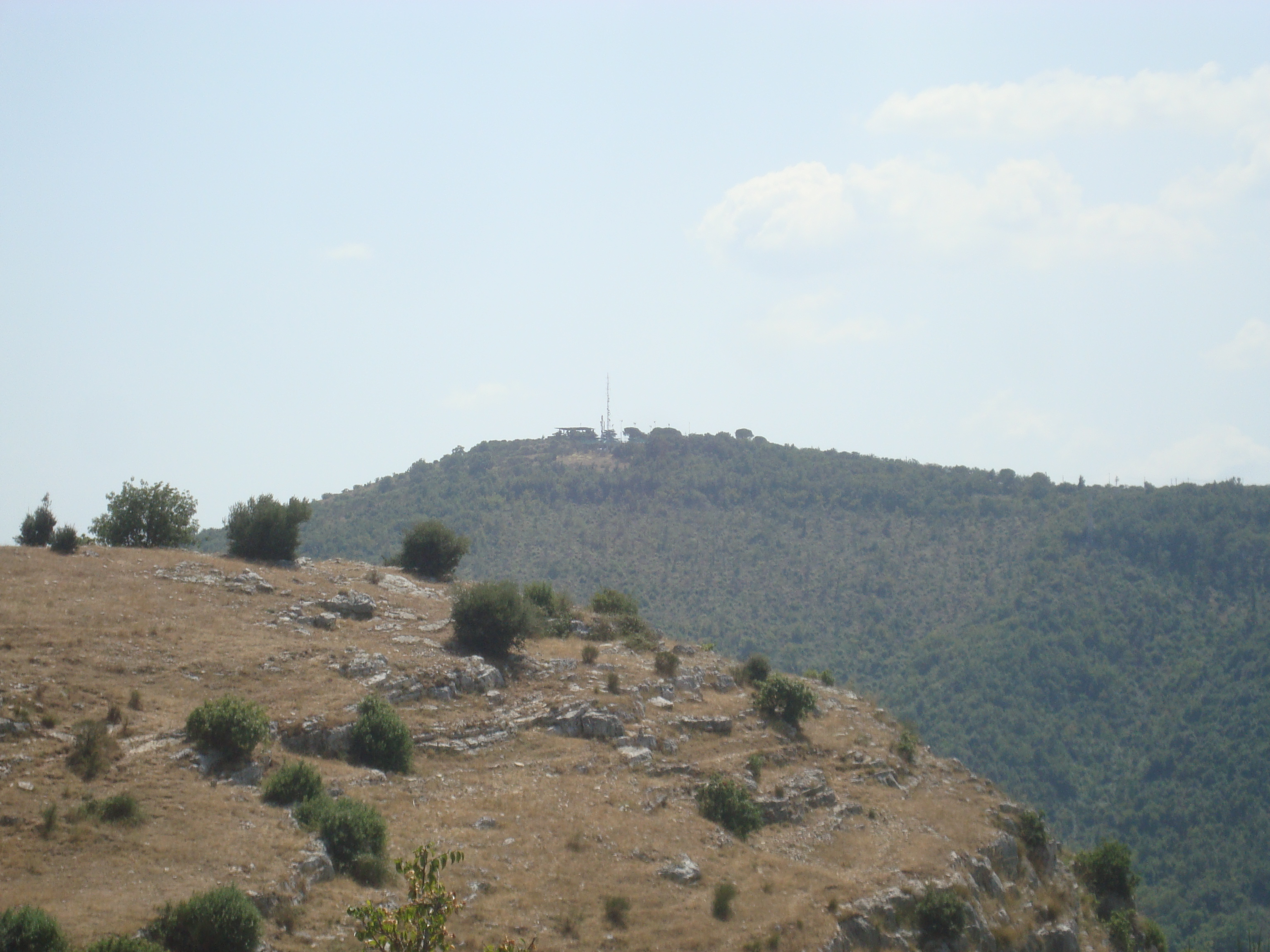
Colle Ripoli